# Фломон-Водреши
Фломо́н-Водреши́ (фр. Flaumont-Waudrechies) — коммуна во Франции, регион О-де-Франс, департамент Нор, кантон Фурми.
Население (2017) — 382 человека